# Czkałowskaja (stacja metra w Jekaterynburgu)
Czkałowskaja (ros. Чкаловская) – ósma stacja jedynej linii znajdującego się w Jekaterynburgu systemu metra. Jest to jednocześnie najmłodsza stacja w mieście.

## Charakterystyka
Stacja Czkałowskaja znajduje się w rejonie czkałowskim, przy jednej z najważniejszych ulic dzielnicy, niedaleko Południowego Dworca Autobusowego. Podobnie jak stacja Botaniczeskaja ma ona łączyć jedną z najgęściej zamieszkałych dzielnic Jakterynburga ze ścisłym centrum uralskiej metropolii. Nazwana na cześć Walerego Czkałowa. Prace przygotowawcze rozpoczęły się jeszcze na początku lat dziewięćdziesiątych XX wieku, ale w roku 1998 zostały przerwane z braku środków i w wyniku zmiany priorytetów w rozbudowie. 10 stycznia 2003 roku władze miasta zdecydowały o kolejnej zmianie w planach i powróceniu do budowy Czkałowskajej i Botaniczeskajej. Miasto potrzebowało na ten cel powyżej 2 miliardów rubli, ale nie dysponując tymi środkami, budowa faktycznie musiała być wstrzymana aż do początku 2008 roku. Od momentu wznowienia budowy, prace posuwały się szybko, do końca 2009 roku zakończono drążenie tuneli między stacjami. Tego samego roku postanowiono także, że stacje Czkałowskaja i Botaniczeskaja zostaną otwarte w tym samym momencie.
Na początku 2011 roku zakończono układanie torów kolejowych w wydrążonych tunelach. Jeszcze wtedy zapowiadano, że obie stacje zostaną uruchomione w grudniu tego samego roku. W październiku 2011 roku okazało się jednak, że nie uda się na czas zamontować ruchomych schodów na stacji Czkałowskajej. Zdecydowano więc, że stacja Botaniczeskaja zostanie uruchomiona zgodnie z planem, a Czkałowskaja zostanie oddana do użytku po rozwiązaniu wszystkich problemów z nią związanych. Jednocześnie władze miasta ogłosiły, że powstanie tych dwóch stacji spowoduje wzrost zatrudnienia w Jekaterynburskim Metrze o sześćdziesiąt osób. W grudniu znajdującą się jeszcze w fazie budowy Czkałowskają odwiedził prezydent Rosji Dmitrij Miedwiediew. W styczniu 2012 roku dostarczono trzy z czterech zamówionych ruchomych schodów, których producent nie był w stanie dostarczyć na czas pod koniec zeszłego roku. W kwietniu rozpoczęto ich montaż. W czerwcu większość tych zadań była już wykonana i trwały prace wykończeniowe, a władze miasta zapowiedziały, że stacja zostanie udostępniona pasażerom.
Stacja Czkałowskaja została uroczyście oddana do użytku 28 lipca 2012 roku. Jej dekoracje mają nawiązywać do patrona stacji, Walerego Czkałowa i jego lotu nad Biegunem Północnym z Moskwy do Vancouver w Stanach Zjednoczonych. Perony ozdobione błyszczącymi stalowymi kolumnami, samej stacji nadano wygląd wnętrza samolotu. Zamontowano także zegary pokazujące czas lokalny w Moskwie, Archangielsku, Vancouver i w Waszyngtonie. Po opuszczeniu terenu stacji możliwa jest szybka przesiadka do komunikacji autobusowej lub tramwajowej.